# 닐 포스트먼
닐 포스트먼(Neil Postman, 1931년 3월 8일 ~ 2003년 10월 5일)은 미국의 저술가, 매체 이론가, 문화 평론가이다.
텔레비전에 관한 1985년의 책 'Amusing Ourselves to Death'으로 대중들에게 널리 알려졌다. 인본주의자로서 기술 발전에는 제한이 있고 그것이 인간의 가치를 대신할 수 없다고 생각하였다. Neil Postman은 미디어분야에서 생태계라는 용어를 최초로 도입했으며, 환경으로서의 미디어에 대한 연구를 강조하였다. 즉, 미디어를 환경이라는 차원에서 종합적으로 접근하게 하였다는 점에서 의의를 갖는다.